# Chaetium
Chaetium là một chi thực vật có hoa trong họ Hòa thảo (Poaceae).

## Loài
Chi Chaetium gồm các loài: